# Ojaküla (Paide)
Ojaküla (Duits: Wannamois) is een plaats in de Estlandse gemeente Paide, provincie Järvamaa. De plaats heeft de status van dorp (Estisch: küla).
Tot in oktober 2017 lag het dorp in de gemeente Paide vald. In die maand werd Paide vald bij de stadsgemeente Paide gevoegd.

## Bevolking
Het dorp had 16 inwoners op 31 december 2011 en 15 inwoners op 31 december 2021.

## Ligging
De Põhimaantee 2, de hoofdweg van Tallinn via Tartu naar de grens met Rusland, komt door Ojaküla.

## Geschiedenis
Het eerste bericht over Ojaküla dateert uit 1560. Toen werd het landgoed Oientacken tijdens de Lijflandse Oorlog door Russische troepen vernield. Na deze oorlog werd het landgoed hersteld en de gebouwen erop herbouwd. Na 1630 was er ook sprake van een dorp Oientack. In 1796 heette het dorp Wannamois. Dat was de Duitse weergave van het Estische Vanamõisa, ‘oud landgoed’. Oientacken was eerder in de 18e eeuw overgenomen door het landgoed Noistfer (Purdi). In 1843 was Wanamois een ‘Hoflage’, een niet-zelfstandig landgoed, geworden, ondergeschikt aan het landgoed Noistfer. In de jaren twintig van de 20e eeuw kwam de naam Ojaküla in gebruik.
Tussen 1977 en 1997 maakte Ojaküla deel uit van het buurdorp Anna.